# Atanazja (wdowa)
Atanazja (ur. w IX wieku, zm. 860) – święta Kościoła katolickiego, anachoretka i późniejsza ksienią.

## Życiorys
Urodziła się na greckiej wyspie Egina. Chciała zostać zakonnicą jednak została zmuszona do poślubienia bogatego młodego oficera armii. Jej mąż zginął 16 dni później w walce z Arabami. Wyszła ponownie za mąż za bogatego i pobożnego człowieka. Założyła wspólnotę zakonną. Zmarła w 860 roku w klasztorze. Jej wspomnienie liturgiczne obchodzone jest 18 grudnia.